# J・POP Magic
『J・POP Magic』（ジェイポップマジック）は、1993年7月から1999年3月まで東海ラジオの平日深夜で放送されていたラジオ番組。
放送時間は月曜日から金曜日の25:00〜27:00（午前1:00〜3:00）。

## 概要
6年9か月間放送された『SF Rock Station』の後継番組としてスタート。当初は宮地佑紀生が月曜から木曜のパーソナリティで、『ミッドナイト東海』終了以来10年ぶりに深夜のパーソナリティを務めることとなった。初代金曜パーソナリティの小杉之子（音楽ライター）はほぼ全期に亘って本番組のパーソナリティを務めた。
歌手、アーティストのコメントを流しながら曲をかけたり、当時の平日夜ワイド番組『今夜もやっぱりFUNKYパジャマ』との連動で70〜80人のリスナーによる、曲名を伏せて曲を聴き審査する試聴会『ミュージックブラインドテスト』を行い、そこで好評を得た曲を優先的にオンエアするなどの企画を行っていた。この当時のコーナーには『リクエスト&メッセージコーナー』（1995年3月まで、ココストア提供）、『GOGOケッタマルチーズ』（木曜のみ1995年4月〜1995年9月、ポリドール提供）などが存在した。
1996年10月に番組開始以来のパーソナリティだった宮地が降板（その後ナイターオフ限定番組『GAM GAM エ・ブ・リ・デ・イ』を6か月担当、1997年4月から『宮地佑紀生の聞いてみや〜ち』パーソナリティに）。1998年10月からはアーティスト、バンドらによるコーナー番組も多くスタートするという構成となった。この時からは、東京支社日比谷スタジオから放送する番組も存在していた。

## パーソナリティ

### 1993年6月〜1998年3月
- 宮地佑紀生 （月曜〜木曜、1993年6月〜1996年9月）
- 小杉之子 （金曜、1993年6月〜1998年12月）
- ボビー宇野 （月曜、1996年10月〜1997年3月）
- 相羽としえ （火曜、1996年10月〜1997年3月）
- 青山紀子 （水曜、1996年10月〜1997年3月）
- 多田木亮佑 （木曜、1996年10月〜1997年3月 →月曜、1997年4月〜1998年9月）
- 源石和輝 （火曜〜木曜、1997年10月〜1998年9月）

### 1997年4月〜1999年3月
- the PeteBest （火曜26時台）
- ZEPPET STORE （月曜 → 1999年1月からは水曜へ）
- After me （月曜）
- SOPHIA （火曜25時台）
- CHARCOAL FILTER （火曜）
- TIMESLIP-RENDEZVOUS （水曜25時台）
- THEE MICHELLE GUN ELEPHANT （水曜25時台1997年4月から1998年3月）
- THE COOL CHIC CHILD （木曜25時台）
- Dragon Ash （木曜26:00台）
- The Pink Stocking Club Band （木曜）
- ゆず （金曜、1997年10月から1998年12月まで） - 『ゆずのゆず鍋』
- 及川光博 （金曜） - 『及川光博のリリカル頭脳パワー』
- スナッパーズ （金曜、1998年12月まで）
- 黒沢秀樹 （金曜、1999年1月から） - 『金シャチアワー』
- 鍛冶典子 （金曜、1999年1月から）
- 小杉之子 （金曜、1998年12月まで）
- 源石和輝 （火〜木曜26時台）
- ボビー宇野 （水曜）
- 安蒜豊三　(火曜)

| 東海ラジオ 月曜日〜金曜日 25:00〜27:00（深夜1:00〜3:00）枠 | 東海ラジオ 月曜日〜金曜日 25:00〜27:00（深夜1:00〜3:00）枠 | 東海ラジオ 月曜日〜金曜日 25:00〜27:00（深夜1:00〜3:00）枠 |
| 前番組                                                     | 番組名                                                     | 次番組                                                     |
| ---------------------------------------------------------- | ---------------------------------------------------------- | ---------------------------------------------------------- |
| SF Rock Station                                            | J・POP Magic                                               | DON・TSUKI                                                 |